# Giselle Reijers
Giselle Reijers, född 14 juli 1975 i Karlstad, är en svensk tecknare.

## Biografi
Reijers studerade vid Fria Målarskolan i Halmstad 1994-1996, Nyckelviksskolan 1997-1998, Förberedande Industridesign FIDU i Hällefors 2002-2003 och Broby grafiska utbildning 2006-2009. Hon har medverkat i utställningar på Gamla posten i Karlstad, Haverdal i Halland, Påskrundan på Österlen, Höstsalongen i Hagfors, Konstrundan i Filipstad, Galleri Bergman i Karlstad, Höstsalongen på Värmlands museum och Alba la Romaine i Frankrike, Konstrundan i Karlstad 2015.
Hennes konst består av svartvita tusch-teckningar. Hon medverkade i Världsalltet i skulpturparken vid Värmlands museum i Karlstad 2009. Medlem i Värmlands konstnärsförbund.